# Chimenea de los Guindos

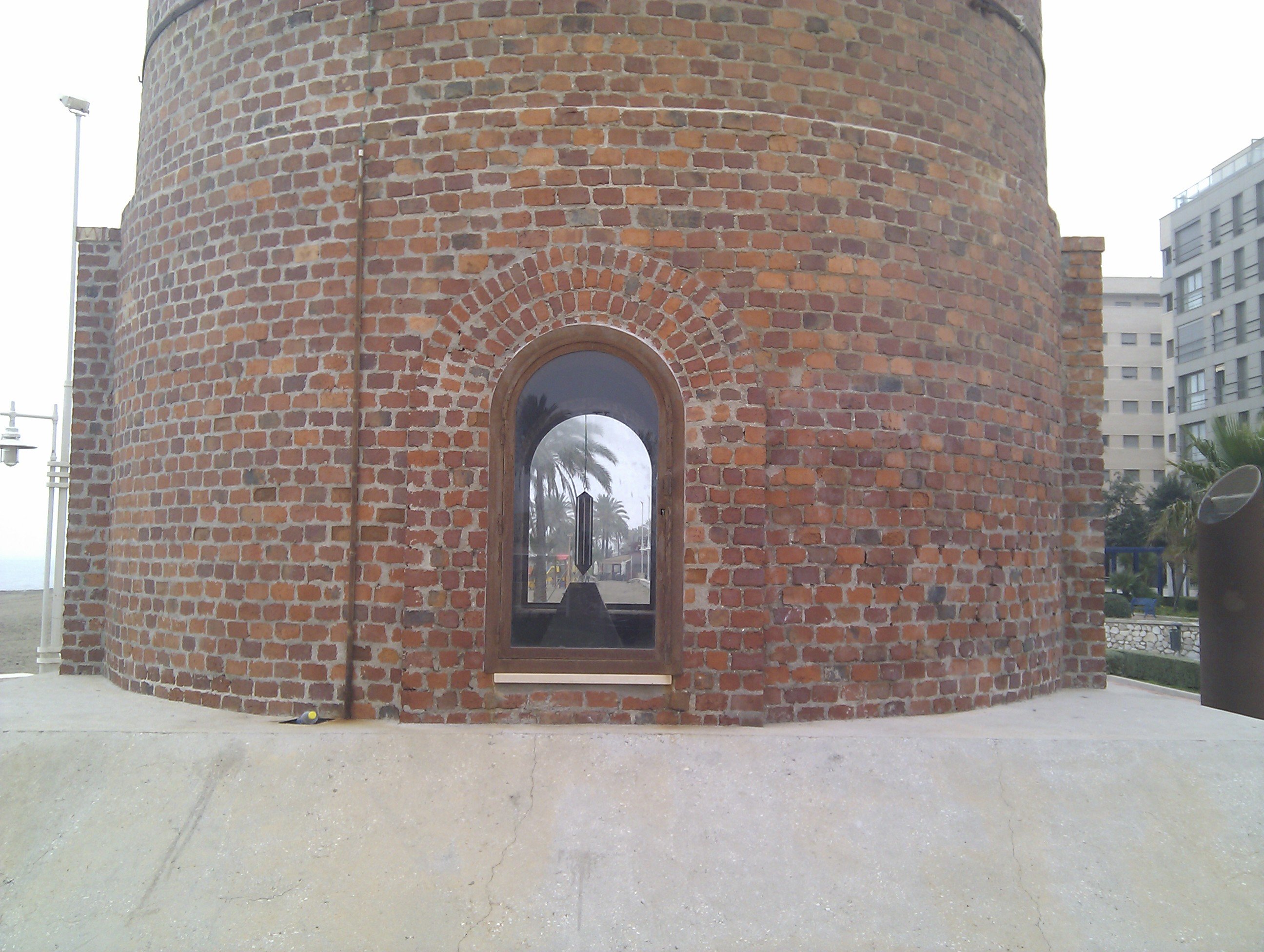
Péndulo en la base de la chimenea

La Chimenea de los Guindos o torre Mónica es una chimenea industrial situada en Málaga, en España. Pertenecía a las instalaciones industriales de la fábrica de fundición de plomo de Los Guindos. 

## Historia
En 1923 se edificó la fundición de plomo de Los Guindos en la playa de San Andrés para la metalurgia del plomo procedente de la mina Los Guindos, situada La Carolina, en el distrito minero de Linares - La Carolina. La construcción de la chimenea se debió al arquitecto alemán Félix von Schlippenbach, realizada con ladrillo refractario para resistir el ácido y con una altura de 106 metros. El proyecto de la fábrica y las viviendas de los obreros fueron obra de Strachan. La base de la chimenea es bastante resistente y sus cimientos tienen una profundidad de ocho metros debido a la cercanía con la playa y la humedad. Fue inaugurada en 1924 por el dictador Primo de Rivera en una visita a la ciudad. Su función consistía en trasladar los gases tóxicos de la fábrica a zonas más altas de la atmósfera. El mineral de plomo era transportado por ferrocarril desde la mina Los Guindos por un cable aéreo hasta un apartadero industrial situado en La Carolina. De ahí se empleaba la extinta línea La Carolina-Linares, y desde Linares a Málaga. Para facilitar la comunicación con el puerto de Málaga para importaciones y exportaciones existía también un ramal al puerto.
Su época de mejor rendimiento fue durante los años 1950 con 500 trabajadores que en su mayoría residían en el entorno de la fundición. La demanda de plomo cayó bruscamente en los años 1970 y ésta fue clausurada el 15 de noviembre de 1979. La fábrica se demolió pero la chimenea quedó como símbolo de la industria malagueña, al igual que ha sucedido con la chimenea de la central térmica de La Misericordia o la chimenea de la Málaga Electricity Company.
El sobrenombre popular de torre Mónica se debe a un grafiti de 1993 con la inscripción de Mónica, eliminado en 2007 durante los trabajos de restauración.  Entre 2007 y 2008 se produjo una restauración de la chimenea, que estaba en grave deterioro, y se colocó un péndulo en su base para detectar seísmos o cambios en la estructura de la torre.